# Kauka-guán
A  Kauka-guán (Penelope perspicax) a madarak (Aves) osztályának tyúkalakúak (Galliformes) rendjébe, ezen belül a hokkófélék (Cracidae) családjába tartozó faj. 

## Rendszerezése
A fajt Outram Bangs amerikai ornitológus írta le 1911-ben. Magyar nevét a Cauca folyóról kapta.

## Előfordulása
Dél-Amerika északnyugati részén, az Andok hegységben, Kolumbia területén honos. Természetes élőhelyei a  szubtrópusi és trópusi hegyi esőerdők, valamint ültetvények. Állandó, nem vonuló faj.

## Megjelenése
Testhossza 76 centiméter, átlagos testtömege 1200 gramm. Testét sötétbarna és szürke tollak borítják, nyaka vöröses színezetű.

## Életmódja
Gyümölcsökkel táplálkozik.

## Természetvédelmi helyzete
Az elterjedési területe nagyon kicsi, a fakitermelés és az állattenyésztés miatt még csökken is, egyedszáma 1 000 példány alatti és a vadászatok miatt még csökken is. A Természetvédelmi Világszövetség Vörös listáján veszélyeztetett fajként szerepel.